# Sicalis columbiana
O Canário-do-amazonas (Sicalis columbiana) é uma espécie de pássaro nativo da América do Sul da família   Thraupidae  .

## Ocorrência
Seu habitat natural geralmente é regiões de campos, campinas e cerrados. Tem uma distribuição altamente disjunta, a subespécie com S. c. columbiana sendo encontrada na Colômbia e Venezuela, S. c. goeldii ao longo da região Amazônica do Brasil, no Brasil, e S. c. leopoldinae em alguns estados brasileiros, como o sul do Maranhão, Piauí, oeste de Pernambuco, noroeste da Bahia, Tocantins, Goiás e noroeste de Minas Gerais.